# ザ・モダーン
『ザ・モダーン』は、宝塚歌劇団によって制作された舞台作品。月組公演。形式名は「ミュージカル・ショー」。20場。作・演出は横澤英雄。併演作品は『大いなる遺産』。

## 公演期間と公演場所
- 1990年2月16日 - 3月27日　宝塚大劇場[1]
- 1990年6月3日 - 6月27日　東京宝塚劇場[2]

## 解説
※宝塚100年史（舞台編）の宝塚大劇場公演参考。
1920年代から1930年代の、いわゆる"モダーン"時代の風俗を、世界中に展開するミュージカル・タッチのショー作品。特に音楽面では、当時のスタンダードの名曲を次々と現代風でアレンジで流し、広い世代が楽しめるように企画した作品。視覚的にもアール・デコのスタイルを、装置の上にも、風俗の上にも徹底した。ジョセフィン・ベーカーに剣幸が、ココ・シャネルにこだま愛が扮している。

## スタッフ（宝塚・東京）
※氏名の後ろに「宝塚」「東京」の文字がなければ両劇場共通。
- 作曲・編曲：中元清純
- 編曲：高井良純・小高根凡平・鞍富真一
- 音楽指揮：岡田良機（宝塚）、北沢達雄（東京）
- 振付：羽山紀代美・山田卓・名倉加代子・角正之
- 装置：石濱日出雄・関谷敏昭
- 衣装：静間潮太郎
- 照明：今井直次
- 小道具：万波一重
- 効果：林康彦
- 音響監督：松永浩志
- 演出助手：小池修一郎・木村信司
- 舞台進行：赤坂英雄
- 制作：飯島健
- 製作担当：長谷山太刀夫（東京）

## 配役

### 宝塚・東京
※宝塚・東京共通。
- 紳士、ジョセフィン・ベーカー、ショーマン - 剣幸
- マドモアゼル、オリエンタルの女、踊る淑女 - こだま愛
- 画家、バード、紳士 - 涼風真世
- ガルソンヌ - 朝みち子・京三紗
- ムッシュ・シューバリエー - 汝鳥伶・未沙のえる
- 令嬢、ゴールド・ディガー - 朝凪鈴
- 王子、ゴールド・ディガー - 若央りさ
- 青年実業家、ゴールド・ディガー - 久世星佳
- バレリーナ、ゴールド・ディガー - 羽根知里
- 王女、ゴールド・ディガー - 紫とも
- ジャポネット、ゴールド・ディガー - 天海祐希